# 애치슨-릴리엔탈 보고서
원자력의 국제적 통제에 관한 보고서(영어: Report on the International Control of Atomic Energy)는 1946년 딘 애치슨과 데이비드 릴리엔탈이 의장을 맡은 위원회가 작성했으며, 일반적으로 애치슨-릴리엔탈 보고서(Acheson–Lilienthal Report) 또는 계획으로 알려져 있다. 이 보고서는 초기 냉전이 심화되기 직전에 발표된 중요한 미국 문서였다. 이 보고서는 핵무기의 국제적 통제와 미래 핵전쟁의 회피를 제안했다. 바루크 계획 버전은 유엔에서 소련에 의해 거부되었다.

## 역사적 배경
제2차 세계 대전 종전 직후 미국에서는 핵무기에 대한 두 가지 사상이 등장했다. 한 사상은 전쟁부 장관 헨리 스팀슨을 주요 지지자로 하여 원자폭탄의 명백한 비밀은 과학적 본질을 가지며 영원히 독점될 수 없다고 믿었다. 그들은 폭탄을 과시적으로 보유하면서도 소련이 핵무기를 개발하지 않도록 협상하는 것은 단순히 소련이 세력 균형을 회복하기 위해 자체 핵무기를 개발하도록 유도할 뿐이라고 생각했다.
다른 사상은 국무장관 제임스 F. 번즈와 같은 인물들을 포함했는데, 이들은 미국의 핵무기 독점은 정당하게 획득된 것이며 포기되어서는 안 된다고 느꼈다. 그들의 견해로는 소련은 핵무기로만 대응할 수 있는 힘만을 이해한다는 것이었다.
대통령 해리 S. 트루먼은 두 입장 사이에서 갈등했다. 그는 소련을 불신했지만 여전히 세상을 파괴의 길로 이끌고 싶지 않았다. 그는 양측의 견해를 계속 수렴했다. 스팀슨은 1945년 9월에 사임했고, 그 후 그의 접근 방식을 추진하는 임무는 주로 국무부 차관이자 나중에 국무장관이 된 딘 애치슨에게 돌아갔다.
원자력 통제에 대한 책임을 유엔 원자력 위원회로 이관하자는 제안은 1945년에 미국과 소련 모두에게 지지되었다. 그들은 협의의 장을 마련했지만, 미국은 아직 새로운 위원회가 채택하기를 원하는 정책을 명확히 제시하지 못했다. 이 문제를 해결하기 위해 애치슨은 1946년 1월 7일에 설립된 원자력 위원회에서 미국의 원자력 정책을 결정하는 위원회의 의장으로 임명되었다. 보고서 서두의 전달 서한은 애치슨 위원회가 컨설턴트 이사회의 만장일치 결론과 권고 사항에 대해 제시한 의견을 담고 있다.
위원회의 다른 위원들은 과학자 제임스 코난트와 맨해튼 계획을 통제했던 과학 연구 개발국의 국장인 버니바 부시, 그리고 존 매클로이, 맨해튼 계획의 군사 담당 장교였던 레슬리 R. 그로브스 장군이었다. 애치슨은 위원회에 기술 자문이 필요하다고 판단하여 테네시강 유역 개발 공사의 존경받는 의장이었던 데이비드 릴리엔탈을 의장으로 하는 자문 위원회를 임명했다. 그는 또한 맨해튼 계획의 과학 책임자였던 J. 로버트 오펜하이머를 임명하여 영향력 있는 조언을 제공했다. 오펜하이머의 기여는 우라늄 채굴 감시를 통해 핵무기 생산을 통제하는 아이디어에 있었다.

## 개요
1946년 3월 16일, 위원회의 보고서가 국무부에 제출되었고, 3월 28일에 일반에 공개되었다. 원자력의 국제적 통제에 관한 보고서는 곧 애치슨-릴리엔탈 보고서로 알려지게 되었다. 이 보고서의 주요 메시지는 사찰과 치안 유지 작전을 통한 원자력 통제는 성공하기 어렵다는 것이었다. 대신, 보고서는 모든 핵분열성 물질이 원자력 개발국이라는 국제 기관에 의해 소유되어야 하며, 이 기관이 개별 국가에 평화적 원자력 사용 개발을 위해 소량을 제공해야 한다고 제안했다.
원자력 시대 초기에, 원자폭탄을 개발하려는 자가 직면한 가장 큰 장애물은 충분한 핵분열성 물질을 획득하는 것이라고 일반적으로 믿어졌다. 이에 대해 애치슨-릴리엔탈 보고서는 우라늄과 토륨 광산에서 생산 후 단계까지의 전체 과정이 국제적으로 소유되어야 한다고 제안했다.
또한, 이 보고서는 미국이 핵무기 독점을 포기하고 소련에 자신들이 아는 것을 공개하는 대신, 추가적인 핵폭탄 개발에 반대하는 상호 합의를 제안했다. 이는 너무나 논란의 여지가 있는 것으로 판명되었다. 트루먼은 보고서를 전반적으로 수용했지만, 버나드 바루크 재정가를 유엔에 파견하여 이 제안을 추진하도록 한 결과, 위반에 대한 처벌과 유엔 안전 보장 이사회에서 거부될 수 없는 제재, 그리고 소련 내에서의 무제한 사찰을 요구하면서도 소련이 폭탄을 개발하지 않기로 동의해야 한다고 주장하는 요구가 이어졌다. 이는 애치슨과 릴리엔탈 모두 받아들이지 않은 수정 사항이었다. 이 점과 미국이 국제 통제의 효과에 만족할 때까지 폭탄을 보유하겠다는 지속적인 주장이 결합되어, 결국 아무도 놀라지 않게 소련에 의해 이 계획이 거부되었다.

## 저자
프로젝트를 이끈 컨설턴트들은 체스터 바너드, J. 로버트 오펜하이머, 찰스 A. 토마스, 해리 A. 윈, 그리고 데이비드 릴리엔탈로 구성되었고, 공식 저자들은 맨해튼 계획에 참여했던 미국의 최고 과학자들 중 일부였으며, 루이스 월터 앨버레즈, 로버트 F. 바처, 맨슨 베네딕트, 한스 베테, 아서 콤프턴, 패링턴 다니엘스, J. 로버트 오펜하이머, 존 R. 루호프, G. T. 시보그, 프랭크 스페딩, 찰스 A. 토마스, 월터 진으로 구성되었다. 보고서 자체는 주로 오펜하이머가 작성했다.

## 같이 보기
- 바루크 계획
- 비핵화

## 추가 문헌
- Beisner. Robert L. Dean Acheson: A Life in the Cold War (Oxford University Press, 2009).
- Bernstein, Barton J. “Reconsidering the ‘Atomic General.’” Journal of Military History 67#3 (2003): 62–87.
- Chace, James. "Sharing the Atom Bomb." Foreign Affairs (1996) 75#1 pp 129–144. short summary
- Hewlett, Richard G. and Oscar E. Anderson. A History of the United States Atomic Energy Commission: The New World, 1939–1946, Volume I. (Pennsylvania State University Press, 1962).
- Mayers, David. "Destruction Repaired and Destruction Anticipated: United Nations Relief and Rehabilitation Administration (UNRRA), the Atomic Bomb, and US Policy 1944–6." International History Review 38#5 (2016) pp 961–983.
- Neuse, Steven. David E. Lilienthal: The Journey of an American Liberal. (University of Tennessee Press, 1996).